# Noble Ridge
Noble Ridge (englisch, russisch Гора Билибина Gora Bilibina) ist ein bis zu 2100 m hoher und verschneiter Gebirgskamm in den Prince Charles Mountains des ostantarktischen Mac-Robertson-Lands. In den Goodspeed-Nunatakkern ragt er nördlich des Betts-Nunataks, westlich des Humphreys Ridge und 9 km östlich des Skinner-Nunataks am Kopfende des Fisher-Gletschers auf.
Wissenschaftler der Australian National Antarctic Research Expeditions sichteten sie erstmals 1957 und fertigten 1958 sowie 1960 Luftaufnahmen an. Das Antarctic Names Committee of Australia benannte ihn nach Roger S. Noble, Wetterbeobachter auf der Mawson-Station im Jahr 1971 und Mitglied einer Mannschaft zur Erkundung der Prince Charles Mountains im Jahr 1972. Russische Wissenschaftler benannten ihn dagegen nach dem sowjetischen Geologen Juri Alexandrowitsch Bilibin (1901–1952).